# Colne Valley Viaduct
Le Colne Valley Viaduct est un pont ferroviaire britannique en cours de construction dans le borough de Hillingdon, à Londres. Long de 3,4 kilomètres, il portera à terme la ligne à grande vitesse High Speed 2.